# Hamon FitzHamon de Crevecoeur
Hamon FitzHamon de Crevecoeur también Hamo [Haimo] Dapifer, Hamon el Consejero y Hamon el Senescal (Creully c.1032-Chatham c. 1100), fue un noble anglonormando, señor de Torigni, senescal (dapaifer en anglonormando) de Guillermo I de Inglaterra desde 1069 y Guillermo Rufus y Alto Sheriff de Kent desde 1077 hasta su muerte. Hijo de Hamon de Creully y  Godehilde, hija de Yves de Bellême.  
Durante el reinado de Gillermo Rufus, fue uno de los cinco senescales al servicio de la corona para atender los asuntos administrativos durante la ausencia del rey que debía gestionar otros asuntos en Normandía: Eudo Dapifer, su hermano Goderic Dapifer, Ivo Taillebois y Roger Bigod de Norfolk.
La historiadora Emma Mason sostiene que Haimo Dapifer, junto con Ranulf Flambard, Urse d'Abetot, Robert FitzHamon (hijo de Haimo), Roger Bigod y Eudo Dapifer, fueron los primeros barones reconocibles del Tesoro durante el reinado de Guillermo Rufus. Estos nobles solían estar asociados en el gobierno, siendo testigos para documentos y utilizados por Guillermo II como altos funcionarios. Haimo fue testigo de seis de los escritos de Guillermo II. La participación de Haimo en los niveles superiores del gobierno se produjo durante la ausencia de Guillermo II a finales de la década de 1090. En 1099, cuando Guillermo estaba en Normandía, Haimo fue uno de los principales asistentes de Ranulf Flambard, quien quedó a cargo de Inglaterra en ausencia del rey.
Según el Libro Domesday (1086), Haimo poseía tierras en Kent, Surrey y Essex, siendo las propiedades de Essex más grandes que las de los otros dos condados.
Haimo todavía estaba presenciando documentos reales en septiembre de 1099, y fue uno de los testigos de la carta que el rey Enrique I de Inglaterra, hermano y sucesor de Guillermo Rufus, escribió al arzobispo Anselmo de Canterbury, poco después de la ascensión de Enrique al trono tras la muerte de Guillermo II en un accidente de caza.  Haimo falleció poco después.

## Herencia
Se casó con Halwisa [Elisabeth] D'Avoye (c. 1030-1065) y fruto de esa relación tuvieron dos hijos:
- Robert FitzHamon (c. 1050-1107), señor de Creully, Corbeil, Thoringni, Gloucester y Glamorgan. Gobernador de Caen. Mantuvo las propiedades en Normandía;
- Hamon FitzHamon, III (c. 1060-1115), señor de diversas propiedades en Essex y Sussex. Mantuvo las propiedades en Inglaterra.